# Анонимное кооперативное объединение художников живописцев, скульпторов и гравёров
Анонимное кооперативное объединение художников живописцев, скульпторов и гравёров (фр. La Société anonyme coopérative des artistes peintres, sculpteurs et graveurs) — ассоциация французских художников, созданная 27 декабря 1873 года в Париже с целью организации свободных выставок своих произведений, независимых от официального академического Парижского салона. Впоследствии члены объединения стали известными под наименованием «батиньольской группы», а затем «импрессионистов». Общество было распущено 14 октября 1874 года после проведения Первой выставки импрессионистов (15.04.1874—15.05.1874).
В подписанном в день основания общества уставе указано, что компания получит десятую часть суммы от продаж произведений с первой выставки. Художники, искавшие помещение для своей будущей выставки, выбрали то самое место, где они собрались впервые для подписания устава: ателье фотографа Надара, на углу улицы Дауну и бульвара Капуцинок, дом, который несколько месяцев спустя будет носить название «Anciens Salons Nadar» на бульваре Капуцинок, 35. Эдгар Дега предложил назвать общество согласно адресу «Ла Капуцин». Но поскольку это имя также является названием известной песни революции 1789 года, подписавшиеся отвергли его идею, опасаясь напугать публику, поскольку запланированная выставка должна была состояться одновременно с выставкой в Парижском салоне, жюри которого не раз отвергало картины молодых художников.
Восстание будущих импрессионистов оформилось между 1860 и 1871 годами, когда возникла Батиньольская группа (по названию квартала Батиньоль на Монмартре), объединившая вокруг Эдуарда Мане многих художников, живших в этом районе, прозванном «Маленькой Польшей» (La Petite Pologne), который простирался от площади Клиши до Плен Монсо. Художники имели там свои мастерские, в частности Огюст Ренуар и Фредерик Базиль, которые работали в одной студии. Другие, как Писсарро, который жил в пригороде, приезжали издалека, чтобы присутствовать на этих встречах, либо в мастерской Мане, либо в кафе «Гербуа» (Café Guerbois). Сезанн и Базиль, которым было также отказано участвовать в Салоне, заявили Антуану-Фортюне Мариону, другу детства Сезанна: «Всё, что нам остаётся, — это выставить себя напоказ и составить смертельную конкуренцию всем этим старым одноглазым идиотам».
Фредерик Базиль писал родителям, что он и его товарищи решили выставить свои работы в ателье Надара. С 1877 года художниками этой группы заинтересовался коллекционер и меценат Дюран-Рюэль. В 1872 году Сезанн, Ренуар, Мане и Берта Моризо представили свои картины в Парижский салон, но были приняты только работы Мане и Моризо. Отвергнутые художники пытались обжаловать решение жюри.
Объединение художников представляло собой кооперативное сообщество с переменным капиталом, десятью постоянными членами и временным управляющим, торговцем картинами Пьером-Фирменом Мартеном, известным как «Отец Мартен». Он же организовал и Первую выставку импрессионистов.